# Almeradweg
Der Almeradweg ist ein 67 km langer Radweg entlang der Alme von Brilon nach Schloß Neuhaus bei Paderborn. Der Radweg wurde im Jahr 1994 eröffnet.

## Routenverlauf
- Brilon
- Alme
- Ringelstein
- Siddinghausen
- Weine
- Büren
- Brenken
- Ahden
- Wewelsburg
- Niederntudorf
- Alfen
- Kirchborchen
- Wewer
- Paderborn

## Anschlussmöglichkeiten
- Paderborner Land-Route
- Kaiser-Route
- Wellness-Route
- BahnRadRoute Teuto-Senne
- BahnRadRoute Weser-Lippe
- Landesgartenschau-Route
- Römerroute
- MöhnetalRadweg